# Naïm Sliti
Naïm Sliti (arabisch نعيم سليتي, DMG Naʿīm Salītī; * 27. Juli 1992 in Marseille) ist ein tunesisch-französischer Fußballspieler.

## Karriere

### Klub
Er spielte in seiner Jugend bei Olympique Marseille und wechselte später in die zweite Mannschaft von CS Sedan. Dort schaffte er es zur Spielzeit 2011/12 in die erste Mannschaft. Nach ein paar Spielzeiten wechselte er zur zweiten Mannschaft des Paris FC, wo er auch Einsätze für die erste Mannschaft bekam. Zur Saison 2014/15 ging er zum Red Star FC, wo er für einige Spielzeiten auflief und sich so auch für Höheres empfahl.
Dies resultierte dann in einer Saison für Lille sowie zwei für Dijon in der Ligue 1. Zur Saison 2019/20 wechselte er nach Saudi-Arabien zu Al-Ettifaq.

### Nationalmannschaft
Zum Einsatz für die  Tunesische Nationalmannschaft kam er zum ersten Mal am 3. März 2016 beim 3:0-Auswärtssieg in der Qualifikation für den Afrika-Cup 2017 gegen Dschibuti. Beim Afrika-Cup 2017 gelangen ihm zwei Tore. Bei der Weltmeisterschaft 2018 kam er mit seiner Mannschaft nicht über die Gruppenphase hinaus. Sein größter Erfolg war bislang ein vierter Platz beim Afrika-Cup 2019.
Beim FIFA-Arabien-Pokal 2021 wurde er ebenfalls für den tunesischen Kader nominiert.